# Ethel Smith
Ethel May Smith (później Stewart, ur. 5 lipca 1907 w Toronto, zm. 31 grudnia 1979 tamże) – kanadyjska lekkoatletka specjalizująca się w biegach sprinterskich, dwukrotna medalistka igrzysk olimpijskich w Amsterdamie w 1928 r.: złota w sztafecie 4 x 100 metrów oraz brązowa w biegu na 100 metrów.

## Finały olimpijskie
- 1928 – Amsterdam, sztafeta 4 × 100 metrów – złoty medal
- 1928 – Amsterdam, bieg na 100 metrów – brązowy medal

## Inne osiągnięcia
- 1927 – mistrzyni Kanady w biegu na 220 yardów
- 1929 – mistrzyni Ontario w biegu na 60 yardów

## Rekordy życiowe
- bieg na 100 metrów – 12,3 – 1928